# Jean-Paul van Gastel
Jean-Paul van Gastel (* 28. April 1972 in Breda) ist ein ehemaliger niederländischer Fußballspieler und aktueller Fußballtrainer.

## Karriere
Van Gastel begann seine  Karriere als Jugendspieler zuerst beim kleinen BSV Boeimeer, später wechselte er zum Traditionsklub NAC Breda.
Als er bei NAC keine Aufnahme in die Profi-Mannschaft fand, wechselte er zur Saison 1990/91 zu Willem II Tilburg. Für Willem II debütierte er am 27. Jänner 1991, beim 5:0-Sieg gegen FC Den Bosch in der niederländischen Eredivisie. In Folge avancierte er aufgrund seiner technischen Fähigkeiten und seinen gefährlichen Standardsituationen zum Star der Mannschaft. Nach sechs erfolgreichen Jahren zog Van Gastel das Interesse mehrere Vereine auf sich, welche es Willem II unmöglich machten, den Publikumsliebling zu halten.
Zur Saison 1996/97 wechselte Van Gastel für umgerechnet ca. 2 Mio. € liga-intern zu Feyenoord Rotterdam. In Rotterdam erlebte er seine erfolgreichste Zeit. Er kam zum Debüt in der Niederländischen Fußballnationalmannschaft, wurde einmal Niederländischer Meister und Johan-Cruyff-Schaal-Sieger. Im Jahr 2000 folgte eine folgenschwere Verletzung, welche seine Karriere deutlich beeinflussen sollte. Er fiel für den Rest der Saison aus und konnte erst wieder zur Saison 2001/02 in einem Testspiel sein Comeback feiern. Feyenoord hatte in der Zwischenzeit Ersatz für seine Position geholt und gab ihn daraufhin nach Italien zu Ternana Calcio in die Serie B ab.
In Ternana fand der verletzungsgeplagte van Gastel nicht mehr zu seiner Form und absolvierte lediglich sieben Spiele, in denen ihm kein Torerfolg gelang.
Trotzdem wurde er zur Saison 2002/03 per Spielertausch gegen Christian Terni in die Serie A zu Como Calcio transferiert. Dieser Tausch kam nur deshalb zu Stande, weil der damalige Como-Trainer einen Spezialisten für Standardsituationen im Team haben wollte. Als er jedoch mit Denis Godeas und Nikola Lazetić zwei weitere Freistoß- und Elfmeter-Spezialisten verpflichten konnte, war für van Gastel kein Platz mehr im Team. Er absolvierte kein einziges Spiel für Como, woraufhin sein Vertrag  aufgelöst wurde.
Van Gastel fand keinen neuen Verein und hielt sich bis zur Winterpause bei De Graafschap fit. Für die Rückrunde der Saison 2002/03 erhielt er bei De Graafschap einen Vertrag für ein halbes Jahr. Er absolvierte noch 13 Spiele, in denen er zwei Tore schoss und beendete daraufhin seine Karriere.

## Trainerkarriere
Nach seiner Profikarriere übernahm Van Gastel von 2004 bis 2005 den Posten als U-19 Trainer von Willem II Tilburg. Am 30. Juni 2005 wurde er ins Trainerteam der U-19 von Feyenoord Rotterdam übernommen, welche er bis heute betreut.

## Nationalmannschaft
Am 31. August 1996 feierte er sein Debüt für die niederländische Fußballnationalmannschaft gegen Brasilien. Er wurde in die 70. Minute für Wim Jonk eingewechselt und konnte ein Tor verbuchen. Interessant ist, dass er auch sein fünftes und letztes Länderspiel gegen Brasilien absolvierte. Dieses endete ebenso wie sein Debüt mit 2:2. Van Gastel kam in der 46. Minute für Aron Winter.
Insgesamt bestritt er fünf Spiele für die Niederlande, in denen er zwei Tore schoss.

## Erfolge
- 1 × Niederländischer Fußballmeister: 1999
- 1 × Niederländischer Supercup-Sieger: 1999